# Municipio de Santo Domingo Tonaltepec
El municipio de Santo Domingo Tonaltepec es un municipio del estado de Oaxaca.

## Toponimia
El significado del topónimo Tonaltepec proviene del mixteco, Totot que significa peña, y Tepetl que significaría loma, cerro o monte, por lo que Tonaltepec se traduciría como “Loma de Peña”.

## Geografía
El municipio de Santo Domingo Tonaltepec cuenta con una extensión territorial de 20.41 km², se encuentra ubicado en las coordenadas 17°36′38″N 97°21′30″O / 17.61056, -97.35833 colinda con al norte con Santa María Nativitas, al sur con San Juan Teposcolula y Santo Domingo Yanhuitlán, al este con Santa María Nativitas y San Bartolo Soyaltepec y al oeste con Villa Tejupam de la Unión y San Juan Teposcolula.

## Población
La población registrada en el censo de población y vivienda de 2010 realizada por el INEGI fue de 276 habitantes.

### Principales asentamientos
| Nombre                   | Tipo      | Código Postal |
| ------------------------ | --------- | ------------- |
| Santo Domingo Tonaltepec | Pueblo    | 69536         |
| San Francisco Río Blanco | Ranchería | 69537         |
| Vista Hermosa            | Ranchería | 69537         |

## Economía
Las principales actividades económicas son la ganadería y la agricultura.
Alfarería
Un puñado de mujeres sostiene la tradición alfarera. La alfarería de Tonaltepec es excepcionalmente atractiva. La forma de las jarras de agua que se hacen aquí no se ve en ningún otro lugar. Son alargadas y en punta como un balón de futbol americano, con cuello, boca y dos asas. Se usan para cargar agua en mecapal o en burro, dos por lado. La forma alargada es una adaptación ergonómica que las hace cómodas a la espalda del cargador.
Las ollas se queman en hornos de piedra que bien pueden ser de origen prehispánico. Después se tiñen con salpicaduras en línea de pigmento de tanino. Este pueblo es de los escasos lugares del mundo, que utilizan pigmentos vegetales para decorar alfarería.
Debido a la descendiente población, muy pocas personas compran alfarería en la región. Con un poco de suerte se le puede hallar en tiendas de la ciudad de Oaxaca. 